# Албания на «Евровидении-2020»
Албания должна была принять участие на «Евровидении-2020», который должен был состояться в Роттердам, Нидерланды. Албанский вещатель Radio Televizioni Shqiptar (RTSH) организовал национальный финал Festivali i Këngës 58 для того, чтобы выбрать песню, которая будет представлять страну на конкурсе. Албанию на «Евровидении-2020» должна была представиль Арилена Ара с песней «Fall from the Sky» («Падение с небес»).

## Предыстория
До 2020 года Албания участвовала на конкурсе песни Евровидение шестнадцать раз, начиная с 2004 года. Самым высоким местом страны в конкурсе, до этого момента, было пятое место, которое заняла в 2012 году Рона Нишлиу с песней «Suus» («Свой»). На первом участии, в 2004 году, Албанию представила Аньеза Шахини с песней «The Image of You» («Образ тебя»), которая заняла 7-е место, в это время это второе по величине место страны на конкурсе. За время своего участия в конкурсе Албания семь раз не смогла пройти в финал, причём как в 2016, так и в 2017 годах заявки были самыми последними не прошедшими в финал. С 2018 года Албания смогла пройти в финал в 2018 и 2019 годах, где Евгент Бушпепа занял 11-е место с песней «Mall» («Тоскующий») и Йонида Маличи заняла 17-е место с песней Ktheju tokës.
В июле 2019 года национальный вещатель Radio Televizioni Shqiptar (RTSH) официально подтвердил участие Албании на конкурсе песни Евровидение 2020 в Роттердам, Нидерланды. RTSH транслирует конкурс в Албании и организует национальный отбор на Конкурс песни Евровидение Festivali i kёngёs.

## Национальный отбор

### Festivali i Këngës 58
Festivali i Këngës 58 стал 58-м ежегодным изданием албанского музыкального конкурса Festivali i Këngës, и в семнадцатый раз победитель конкурса получал право представлять Албанию на «Евровидении-2020». Конкурс состоял из двух полуфиналов (19 и 20 декабря 2019 года) и финала (22 декабря 2019 года). С мая по сентябрь 2019 года был открыт приём заявок на участие в конкурсе для артистов и композиторов. Всего было отобрано 20 артистов и их песен, которые приняли участие на конкурсе.

### Участники
| Список участников   | Список участников        | Список участников                    | Список участников                 | Список участников          |
| Артист(ы)           | Песня                    | Перевод                              | Автор(ы) музыки                   | Автор слов                 |
| ------------------- | ------------------------ | ------------------------------------ | --------------------------------- | -------------------------- |
| Albërie Hadërgjonaj | «Ku ta gjej dikë ta dua» | «Где я найду того, кого буду любить» | Adrian Hila                       | Timo Flloko                |
| Aldo Bardhi         | «Melodi»                 | «Мелодия»                            | Antoni Polimeni, Richy Sebastian  | Aldo Bardhi                |
| Арилена Ара         | «Shaj»                   | «Крик»                               | Дарко Димитров, Лазар Цветковский | Линдон Бериша              |
| Bojken Lako         | «Malaseen»               | «Маласин»                            | Bojken Lako                       | Bojken Lako                |
| Devis Xherahu       | «Bisedoj me serenatën»   | «Поговори моя серенада»              | Devis Xherahu                     | Jorgo Papingji             |
| Эли Фара и Stresi   | «Bohem»                  | «Богема»                             | Эли Фара                          | Rozana Radi                |
| Эльвана Гьята       | «Me tana»                | «Со всеми или со всем»               | Эльвана Гьята                     | Эльвана Гьята              |
| Era Rusi            | «Eja merre»              | «Иди и возьми его»                   | Дарко Димитров                    | Era Rusi                   |
| GENA                | «Shqiponja e lirë»       | «Орёл свободен»                      | Брикен Лито (GENA)                | Endrit Mumajesi            |
| Генц и Надя Тукичи  | «Ju flet Tirana»         | «Говорит Тирана»                     | Генц Тукичи                       | Agim Xheka                 |
| Kamela Islamaj      | «Më ngjyros»             | «Раскрасьте меня»                    | Kamela Islamaj                    | Megi Hasani                |
| Канита Сума         | «Ankth»                  | «Страх»                              | Бобан Апостолов                   | Линдон Бериша              |
| Кастро Зизо         | «Asaj»                   | «Её»                                 | Gramoz Kozeli, Клевис Бега        | Gramoz Kozeli, Клевис Бега |
| Ольта Бока          | «Botë për dy»            | «Мир для двоих»                      | Florent Boshnjaku                 | Genc Salihu                |
| Ренис Джока         | «Loja»                   | «Игра»                               | Ренис Джока                       | Ilir Krasniqi              |
| Роберт Бериша       | «Ajo nuk është unë»      | «Это не я»                           | Filloreta Raci                    | Filloreta Raci             |
| Sara Bajraktari     | «Ajër»                   | «Воздух»                             | Adrian Hila                       | Adrian Hila                |
| Тири Гьочи          | «Me gotën bosh»          | «С пустым стаканом»                  | Everest Ndreca                    | Панди Лачо                 |
| Valon Shehu         | «Kutia e Pandorës»       | «Ящик Пандоры»                       | Евгент Бушпепа                    | Elvis Preni                |
| Wendi Mancaku       | «Ende»                   | «Ещё раз»                            | Wendi Mancaku                     | Endrit Mumajesi            |

### Полуфиналы
Полуфиналы состоялись 19 и 20 декабря 2019 года и транслировались в прямом эфире в 21:00 (CET) в соответствующие даты. В каждом полуфинале участвовало по десять песен, пять из которых вошли в первый полуфинал, а семь во второй. Отборочные песни были отобраны жюри, состоящим из двух национальных и трех международных членов, имеющих отношение к конкурсу песни «Евровидение». В жюри вошли композиторы Кристер Бьоркман, Димитрис Контопулос, Феликс Бергссон, Микаэла Минга и Рита Петро. 1-й полуфинал открыла представитель Албании на конкурсе песни Евровидение 2019 Йонида Маличи с песней «Ktheju tokës». В интервал-акт 2-го полуфинала выступил Махмуд со своими песнями «Barrio» и «Soldi». Также во 2-м полуфинале выступили Агим Крайка и Линдита Теодори с песней «Kafe Flora» («Кафе Флора»). После двух полуфиналов жюри объявило 12 артистов, прошедших в финал.

#### 1-й полуфинал
| 1  | Bojken Lako         | «Malaseen»               | «Маласин»                            |
| 2  | Канита Сума         | «Ankth»                  | «Страх»                              |
| 3  | Devis Xherahu       | «Bisedoj me serenatën»   | «Поговори моя серенада»              |
| 4  | Aldo Bardhi         | «Melodi»                 | «Мелодия»                            |
| 5  | Kamela Islamaj      | «Më ngjyros»             | «Раскрасьте меня»                    |
| 6  | Генц и Надя Тукичи  | «Ju flet Tirana»         | «Говорит Тирана»                     |
| 7  | Sara Bajraktari     | «Ajër»                   | «Воздух»                             |
| 8  | Эльвана Гьята       | «Me tana»                | «Со всеми или со всем»               |
| 9  | Ренис Джока         | «Loja»                   | «Игра»                               |
| 10 | Albërie Hadërgjonaj | «Ku ta gjej dikë ta dua» | «Где я найду того, кого буду любить» |

| 1  | Роберт Бериша     | «Ajo nuk është unë» | «Это не я»          |
| 2  | Wendi Mancaku     | «Ende»              | «Ещё раз»           |
| 3  | Кастро Зизо       | «Asaj»              | «Её»                |
| 4  | Тири Гьочи        | «Me gotën bosh»     | «С пустым стаканом» |
| 5  | Era Rusi          | «Eja merre»         | «Иди и возьми его»  |
| 6  | Арилена Ара       | «Shaj»              | «Крик»              |
| 7  | Ольта Бока        | «Botë për dy»       | «Мир для двоих»     |
| 8  | Valon Shehu       | «Kutia e Pandorës»  | «Ящик Пандоры»      |
| 9  | Эли Фара и Stresi | «Bohem»             | «Богема»            |
| 10 | GENA              | «Shqiponja e lirë»  | «Орёл свободен»     |

### Финал
Финал состоялся 22 декабря 2019 года транслировались в прямом эфире в 21:00 (CET). В финале специальными гостями были Элени Фурейра и Джузи Феррери. В финале участвовали двенадцать песен, победитель определялся голосованием жюри из пяти человек. Каждый член жюри голосовал, присваивая баллы от 1 до 10, 13 и 18 баллов своим любимым песням. Победителем стала Арилена Ара с песней «Shaj» («Крик»), что дало ей право представить Албанию на конкурсе песни Евровидение 2020.

Условные обозначения:
     Победитель
     2-е место
     3-е место
| 1  | Valon Shehu         | «Kutia e Pandorës»       | «Ящик Пандоры»                       | 1  | 2  | 7  | 7  | 6  | 23 | 8  |
| 2  | Sara Bajraktari     | «Ajër»                   | «Воздух»                             | 13 | 10 | 10 | 8  | 9  | 50 | 3  |
| 3  | Роберт Бериша       | «Ajo nuk është unë»      | «Это не я»                           | 9  | 3  | 2  | 3  | 1  | 18 | 10 |
| 4  | Тири Гьочи          | «Me gotën bosh»          | «С пустым стаканом»                  | 2  | 4  | 8  | 6  | 3  | 23 | 8  |
| 5  | Bojken Lako         | «Malaseen»               | «Маласин»                            | 3  | 8  | 3  | 18 | 13 | 45 | 4  |
| 6  | Арилена Ара         | «Shaj»                   | «Крик»                               | 10 | 13 | 13 | 13 | 18 | 67 | 1  |
| 7  | GENA                | «Shqiponja e lirë»       | «Орёл свободен»                      | 4  | 7  | 1  | 1  | 5  | 18 | 10 |
| 8  | Kamela Islamaj      | «Më ngjyros»             | «Раскрасьте меня»                    | 6  | 6  | 4  | 9  | 10 | 35 | 6  |
| 9  | Albërie Hadërgjonaj | «Ku ta gjej dikë ta dua» | «Где я найду того, кого буду любить» | 7  | 5  | 6  | 5  | 4  | 27 | 7  |
| 10 | Эльвана Гьята       | «Me tana»                | «Со всеми или со всем»               | 18 | 18 | 18 | 2  | 8  | 64 | 2  |
| 11 | Ольта Бока          | «Botë për dy»            | «Мир для двоих»                      | 5  | 1  | 5  | 4  | 2  | 17 | 12 |
| 12 | Era Rusi            | «Eja merre»              | «Иди и возьми его»                   | 8  | 9  | 9  | 10 | 7  | 43 | 5  |

### Продвижение
Премьера сопроводительного лирического клипа на песню «Fall From The Sky» («Падение с неба») состоялась на официальном YouTube-канале конкурса песни «Евровидение» 10 марта 2019 года. Для дальнейшего продвижения Арилена должна была отправиться в небольшой тур с живыми выступлениями на различных мероприятиях, связанных с Евровидением, в том числе в Амстердаме, Лондоне и Мадриде, прежде чем тур был отменен из-за пандемии COVID-19. Первое живое исполнение песни было передано во время концерта Арилены «Sounds of Silence» («Звуки тишины») на площади Матери Терезы в Тиране 2 мая 2020 года, а также серии домашних концертов Европейского вещательного союза «Евровидение» 8 мая 2020 года.

## Евровидение 2020
Конкурс песни Евровидении-2020 должен был состояться в Rotterdam Ahoy в Роттердам, Нидерланды, и состоять из двух полуфиналов 12 и 14 мая 2020 года соответственно, и финала 16 мая 2020 года. В январе было объявлено, что Албания выступит во второй половине второго полуфинала конкурса. Однако в марте Европейский вещательный союз (EBU) объявил об отмене конкурса из-за пандемии COVID-19 в Европе. Что касается Арилены и ее записи «Падение с неба», участвующей в конкурсе 2021 года, то вскоре после этого EBU объявила, что заявки, предназначенные для 2020 года, не будут иметь права на участие в следующем году, хотя каждая вещательная компания сможет прислать либо своего представителя 2020 года, либо нового. К сентябрю 2020 года Radio Televizioni Shqiptar (RTSH) объявила, что вместо этого они планируют провести следующий конкурс Festivali i Këngës, чтобы выбрать представителя от Албании на Евровидении-2021.